# Rittergut Oberreudnitz

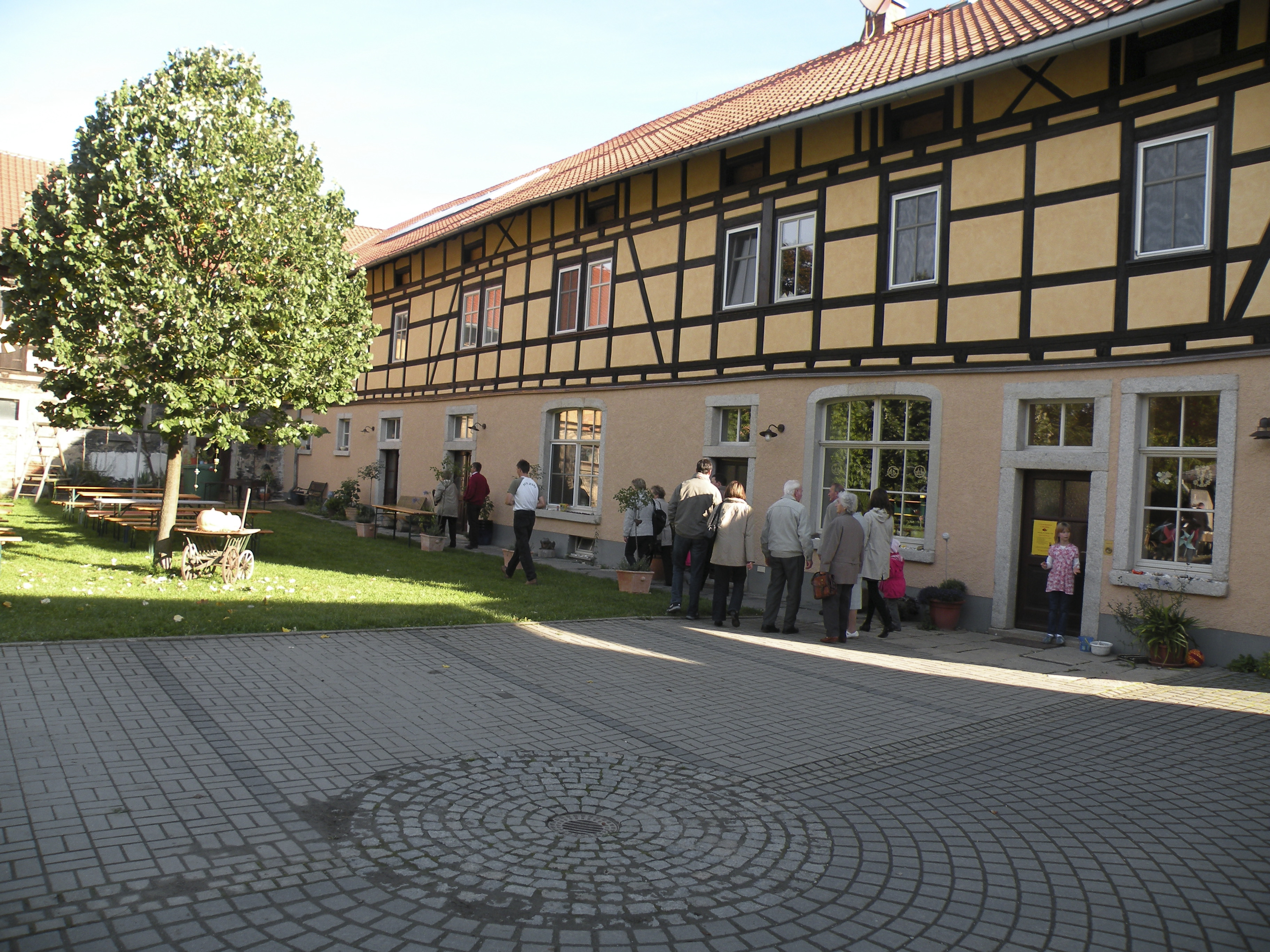
Rittergut Oberreudnitz

Das Rittergut Oberreudnitz war ein Rittergut in Reudnitz und bis 1868 Patrimonialgericht in Reuß ältere Linie.

## Geschichte
Das Rittergut Oberreudnitz ging 1550 durch Erbteilung aus dem Rittergut Unterreudnitz hervor. Christoph Heinrich von Volgstädt hatte bereits 1541 das Vorwerk Herrmannsgrün (zu dem auch das Patronatsrecht über die dortige Kirche gehörte) erhalten. Nach dessen Tod 1550 erhielt sein Bruder Rudolf von Volgstädt diesen Besitz sowie das neu gebildete Rittergut Oberreudnitz und vereinigte dies nun mit dem neuen Rittergut Oberreudnitz. Sein Erbe, Hans Georg von Volgstädt, wurde 1588 von Heinrich V. mit den Gütern Oberreudnitz und Herrmannsgrün belehnt.
Am 4. Mai 1602 erwarb Balthasar Friedrich Trützschler die Rittergüter Ober- und Unterreudnitz sowie Herrmannsgrün. Im Februar 1617 teilten dessen Erben den Besitz, so dass die beiden Reuditzer Güter wieder getrennt waren. Georg Vollrath Trützschler erhielt Oberreuditz und das Kirchlehen Herrmannsgrün und sein Bruder Balthasar Friedrich Trützschler das Herrmannsgrün. Am 31. August 1630 erwarb Georg Vollrath Trützschler von seinem Bruder das Rittergut Herrmannsgrün. Auf den Gütern lasteten erhebliche Schulden. Dies verschlimmerte sich noch durch Plünderungen im Dreißigjährigen Krieg, die Georg Vollrath Trützschler auf 870 Gulden bezifferte. Nach seinem Tod am 26. August 1633 schlug sein Sohn Georg Friedrich Trützschler das überschuldete Erbe aus. Heinrich V. verkaufte am 16. September 1636 aus der Konkursmasse das Rittergut Oberreudnitz für 2500 Gulden an Hildebrand Friedrich Trützschler, den Besitzer des Ritterguts Unterreudnitz. Auch dieser geriet bald in Zahlungsschwierigkeiten und trat das Gut Oberreudnitz an die Witwe von Vollrath Trützschler ab, die es 1643 an Kaspar Friedrich Trützschler übertrug.
Kaspar Friedrich Trützschler starb am 6. Mai 1666 und vererbte die Güter Oberreudnitz und Herrmannsgrün ungeteilt an seine Söhne Adam Friedrich und Hans Kaspar. Nach dem Tod seines Bruders 1671 war Hans Kaspar Trützschler Alleinbesitzer. Am 29. Dezember 1682 tauschte Hans Kaspar Trützschler mit seinem anderen Bruder Kaspar Friedrich Trützschler das Rittergut Herrmannsgrün und erhielt dafür das Rittergut Unterreudnitz. Am 4. April 1685 verkaufte er das Rittergut Oberreudnitz mit dem Kirchlehen Herrmannsgrün an Georg Friedrich von Creutz auf Teichwolframsdorf für 4200 Gulden.
In der Folgezeit kam es zwischen Ober- und Unterreudnitz zu einer Vielzahl von Konflikten. Ein Grund war die Teilung des Reußenlandes 1668. Oberreudnitz gehörte danach zu Reuß-Rothenthal und Unterreudnitz zu Reuß-Untergreiz. Zusätzlich kam es zu längeren Gerichtsverfahren wegen der Kaufpreiszahlung zwischen Georg Friedrich von Creutz und Hans Kaspar Trützschler. Am Ende erwarb Hans Kaspar Trützschler 1698 zurück und verkaufte es 1699 an seinen Sohn Friedrich Wilhelm Trützschler. Nach dessen Tod am 22. Oktober 1717 erbte sein unmündiger Sohn Hans Friedrich Trützschler das Rittergut Oberreudnitz und wurde bei Volljährigkeit am 17. Mai 1725 damit belehnt. Hans Friedrich Trützschler erwarb am 23. November 1739 auch Unterreudnitz. Er starb am 14. Dezember 1749 und hinterließ lediglich einen unehelichen Sohn Hans Michael Trützschler. Der Lehnshof zog daher das Rittergut Oberreudnitz als erledigtes Lehen ein und belehnte Heinrich Georg Eckebrecht von Braun mit dem Gut. Von Braun hatte finanzielle Probleme und verkaufte daher Teile des Gutes. Am 16. Januar 1766 verkaufte er das Gut an Rudolf Friedrich von der Mosel für 9000 Gulden. Auch dieser erwies sich bald als überschuldet, so dass es am 18. Februar 1771 zu einer Zwangsversteigerung kam. Heinrich August Erdmann Wilhelm von Falckenstein auf Herrmannsgrün ersteigerte das Gut für 8240 Gulden.
Am 2. März 1878 verkaufte dieser das Gut an Christoph Erdmann von Beulwitz für 8650 Reichstaler. Dieser verstarb bereits 1783. Seine Söhne verkauften das Gut 1785 für 11.200 Reichstaler an Christian Gottlieb Walther. Nach dessen Tod am 21. Dezember 1818 wurde sein einziger Sohn Christian Ernst Walther Erbe. Am 19. August 1820 wurde das Rittergut durch einen Brand vollständig zerstört. 1823 verkaufte Walther das Gut für 10.200 Konventionstaler an Johann Gottlieb Albert und seinen gleichnamigen Sohn. 1829 übertrug Johann Gottlieb Albert senior seinem Sohn den Alleinbesitz. Am 28. März 1833 vereinbart dieser eine freiwillige Ablösung der Frondienste seiner Bauern gegen eine Entschädigung von 140 Talern. Als er 1837 starb, war der Nachlass überschuldet und wurde 1838 bei der Zwangsversteigerung von Franz Leo, genannt Raab, für 14.675 Reichstaler erworben. Er wurde als Leo von Raab am 25. März 1844 in den reußischen Adelsstand erhoben. Er starb am 25. November 1876 und vermachte das Rittergut Hermann Gustav Neefe, dessen Erbe am 31. Dezember 1881 Arthur von Geldern-Crispendorf wurde. 1905 wurde es allodifiziert, also die Eigenschaft als Lehen aufgehoben. Am 4. Oktober 1945 wurde das Rittergut in der SBZ enteignet.

## Patrimonialgericht
Das Rittergut Oberreudnitz verfügte als Patrimonialgericht über die obere und niedrige Gerichtsbarkeit. 1868 wurden die Patrimonialgerichte mit der Verfassung des Fürstentums Reuß älterer Linie aufgehoben.